# Niphargus speziae
Niphargus speziae is een vlokreeftensoort uit de familie van de Niphargidae. De wetenschappelijke naam van de soort is voor het eerst geldig gepubliceerd in 1936 door Schellenberg.